# Частная компания
Ча́стная компа́ния — юридический термин, имеет двоякое значение:
- в российской юрисдикции: коммерческая организация, созданная на основе частной, а не государственной собственности.
- В некоторых западных юрисдикциях: компания, принадлежащая ограниченному числу акционеров (➤) (закрытое акционерное общество).

## Определение
Частные компании являются одной из самых распространённых форм предпринимательской деятельности в мире, но в то же время выпуск продукции данных компаний (фирм) в развитых странах является несоразмерно малым по сравнению с другими компаниями (формами). Например, в 1980-х годах в США количество частных компаний составляло 70—73 % от общего числа зарегистрированных компаний, а общий выпуск этих компаний был равен 6—7 % от общего выпуска в стране.
Частным компаниям присваивается фирменное наименование с обязательным указанием организационно-правовой формы. Часто в названии компании (фирмы) упоминается фамилия её основателя или собственника.

## В законодательстве разных государств
Англосаксонское право
Частная компания или закрытое акционерное общество (англ. Private company) — это компания, которая принадлежит относительно небольшому числу акционеров. В отличие от публичной компании (англ. Public company) (акции) частных компаний вовсе не торгуются на фондовых биржах, а продаются или обмениваются исключительно в частном или внебиржевом порядке.
Россия
В России частная собственность является одной из форм собственности, определённой в Конституции (ч. 2 ст. 8: «в Российской Федерации признаются и защищаются равным образом частная, государственная, муниципальная и иные формы собственности») и Гражданском кодексе (п. 1 ст. 212 ГК: «В Российской Федерации признаются частная, государственная, муниципальная и иные формы собственности»). Субъектами права частной собственности являются граждане и юридические лица. Частные организации могут быть как коммерческими, так и некоммерческими (к примеру, частные школы и детские сады). Организационно-правовые формы частных компаний (организаций) определены в Гражданском Кодексе России. Частная собственность обычно противопоставляется государственной и муниципальной. Переход имущества из первой формы во вторую называется национализацией. Наоборот — приватизацией.
В России частные компании могут образовываться на основании следующих организационно-правовых форм: товарищество или общество.
Украина
Частная компания (англ. Privately held company, исп. Empresa privada, укр. Приватна компанія) — предприятие, основанное частными лицами без участия государственного капитала, которое имеет ограниченное число членов и не вправе объявлять публичную подписку на свои акции.
Например, в законодательстве Украины частное акционерное общество (ЧАО, укр. приватне акціонерне товариство, ПрАТ) — одна из двух организационно-правовых форм для существовавших с 1991 года по 2009/10 украинских ЗАО (закрите акціонерне товариство|закрите акціонерне товариство, ЗАТ). Количество акционеров ЧАО не может превышать 100 человек. См. также укр. публічне акціонерне товариство (ПАТ).